# Onthophagus pseudoconvexicollis
Onthophagus pseudoconvexicollis é uma espécie de inseto do género Onthophagus, família Scarabaeidae, ordem Coleoptera.
Foi descrita cientificamente por Bai & Yang em 2016.